# Judas Tadeo Fernández de Miranda y Villacís
Judas Tadeo Fernández de Miranda Ponce de León y Villacís (Madrid, 18 de agosto de 1739-Salamanca,  27 de septiembre de 1810), V marqués de Valdecarzana, VIII conde de las Amayuelas, XVI marqués de Cañete, IX conde de Taracena, IX conde de Torralba, X, conde de Villamor, X conde de Escalante, X conde de Tahalú, etc. fue un aristócrata español que sirvió en la Casa Real española como sumiller de corps y gentilhombre de cámara del rey Carlos IV.

## Vida y familia
Era hijo de Sancho José Fernández de Miranda Ponce de León, IV marqués de Valdecarzana y de Ana Catalina de Villacís y de la Cueva (Madrid 22 de mayo de 1709-Madrid 27 de febrero de 1776), VII condesa de las Amayuelas, grande de España de primera clase, VIII marquesa de Taracena y señora de Villagarcía de Campos.
Su padre había sido gentilhombre de la Real Cámara de Felipe V y su tío carnal era José Fernández-Miranda Ponce de León, topoderoso sumiller de Carlos, rey de Nápoles, al que acompañó a Italia al ser adscrito a la servidumbre real napolitana. Allí, gracias a la protección del rey, contrajó un ventajoso matrimonio en 1757 con la noble Isabella Filippa Reggio, hija del príncipe de Acci y Campofiorito.
Al volver el rey a España en 1759 fue nombrado gentilhombre de su Cámara. Gracias a la influencia de su tío, ya duque de Losada, fue escalando puestos en la regia servidumbre y, en 1778, fue nombrado caballerizo mayor de Carlos, príncipe de Asturias. 
Al fallecer su tío en 1783, el rey lo eligió para sustituirle y lo nombró su sumiller de corps. Al fallecer el monarca en 1788, su hijo Carlos IV, con quien mantenía excelentes relaciones, lo confirmó en el puesto. El 24 de marzo de 1792, sin embargo, y atendiendo a su mala salud presentó su dimisión que le fue aceptada conservándole el sueldo y los honores del cargo. En 1797 falleció su esposa.
El 18 de mayo de 1808 contrajo un nuevo matrimonio con la joven (tan solo tenía 17 años) Luisa Joaquina Escrivá de Romaní y Taberner.  No tendrá, sin embargo, descendencia.
Al producirse más tarde la invasión francesa, el nuevo rey José pidió formar parte de su servidumbre como camarero mayor, puesto al que accederá en 1809. Falleció un año después.